# Karen Busck
Karen Busck (Aarhus, 5 gennaio 1975) è una cantante danese.

## Biografia
Karen Busck è salita alla ribalta nel 2001 con il suo album di debutto Hjertet ser, che ha raggiunto la 25ª posizione della classifica danese e ha ricevuto tre candidature ai Danish Music Awards, il principale riconoscimento musicale danese. Due anni dopo il suo secondo album By ha debuttato al 27º posto. Nel 2003 è stata giudice al talent show televisivo Stjerner for en aften.

## Discografia

### Album in studio
- 2001 – Hjertet ser
- 2003 – By
- 2008 – En kærlighedsaffære
- 2016 – København

### Singoli
- 2001 – Hjertet ser (feat. Erann DD)
- 2001 – Efterårssol
- 2003 – Jeg lover... (feat. Uno)
- 2003 – Mit hjerte sidder fast nu
- 2004 – Skyfri himmel (con Bjørn Eidsvåg)
- 2007 – Quick Quick Slow
- 2007 – En kærlighedsaffære
- 2016 – Når min tid kommer
- 2016 – København
- 2016 – Bare vingerne bærer